# Björketorps socken
Björketorps socken i Västergötland ingick i Bollebygds härad, ingår sedan 1971 i Härryda kommun och motsvarar från 2016 Björketorps distrikt.
Socknens areal var den 1 januari 1952 92,75 kvadratkilometer varav 85,81 kvadratkilometer land. År 2000 fanns här 5 466 invånare.  Tätorterna Hindås med Hindås kyrka, Hällingsjö, Rävlanda med sockenkyrkan Björketorps kyrka samt Stora Bugärde ligger i socknen. Det gör även småorterna Eriksmyst, Furuberg, Furuborg ("Egypten") och Värred.

## Administrativ historik
Socknen har medeltida ursprung.
Den 1 januari 1952 (enligt beslut den 2 mars 1951) överfördes till Björketorps socken från Bollebygds socken ett område (fastigheterna Takkullen, Ingelse och Stockagärde) med 108 invånare (den 31 december 1950) och omfattande 6,42 km², varav 4,63 km² land. Samma datum (1 januari 1952) men enligt beslut den 3 mars 1950 överfördes till Björketorps socken från Härryda socken ett område med 214 invånare (den 31 december 1950) och omfattande 8,03 km², varav 7,92 km² land.
Vid kommunreformen 1862 övergick socknens ansvar för de kyrkliga frågorna till Björketorps församling och för de borgerliga frågorna bildades Björketorps landskommun. Landskommunen uppgick 1971 i Härryda kommun och ändrade samtidigt länstillhörighet från Älvsborgs län till Göteborgs och Bohus län.
1 januari 2016 inrättades distriktet Björketorp, med samma omfattning som församlingen hade 1999/2000.
Socknen har tillhört län, fögderier, tingslag och domsagor enligt vad som beskrivs i artikeln Bollebygds härad. De indelta soldaterna tillhörde Älvsborgs regemente, Marks kompani.

## Geografi och natur
Björketorps socken ligger öster om Göteborg och väster om Borås kring Storån med Västra Nedsjön i norr och Östra Ingsjön i söder. Socknen har odlingsbygd i ådalen och är i övrigt en sjö- och mossrik skogsbygd.
Genom socknen går riksväg 40 och Göteborg-Borås järnväg.
Klippans naturreservat ingår i EU-nätverket Natura 2000. Största insjö är Västra Nedsjön som delas med Bollebygds socken i Bollebygds kommun.
En sätesgård var Smedstorps säteri.
I Hällingsjö fanns förr ett gästgiveri.

## Fornlämningar
Drygt tio boplatser och lösfynd från stenåldern är funna.

## Befolkningsutveckling
Befolkningen ökade från 1 073 1810 till 2 011 1880 varefter den minskade till 1 456 år 1900 då den var som minst under 1900-talet. Därefter ökade folkmängden till 5 186 1990.

## Namnet
Namnet skrevs 1540 Byrkietorp och kommer från kyrkbyn. Namnet innehåller birke, 'björkbestånd' och torp, 'nybygge'.